# Ітератив
Ітерати́в (лат. iterativus, від iterare — «повторяти») — вид дієслова, що позначає багаторазову чи повторювану дію. Його не слід змішувати з фреквентативом (який передає повторюваність у неодноразових діях) і габітуалісом (який передає звичність, традиційність дії).
В українській мові ітеративність часто виражається за допомогою суфікса «-ув»: нагромаждувати, відвідувати, розпитувати, прогулюватися. Для позначення тривалих дій з перервою використовується суфікс «по-»: почитувати, пописувати. Поряд з дієсловом походити, що може вживатися як ітератив, існує форма походжати — з виключно ітеративним значенням.
Як і в російській мові, в українській спостерігають тенденцію витіснення синтетичних форм ітератива конструкціями з дієслова недоконаного виду і прислівника («кілька разів читати», «неодноразово писати»). Зараз форми типу читувати, писувати, роблювати чи ж походжати сприймають як архаїзми. У діалектах вживання синтетичних форм ітератива є звичайнішим, ніж у літературній мові.